# Quiebras de Felipe III
Se conocen como quiebras de Felipe III las quiebras de la hacienda del rey Felipe III de España.
Las dificultades hacendísticas comenzaron con la misma llegada al trono (1598).
La principal suspensión de pagos fue la que se llevó a cabo en 1607. La acumulación de débitos e imposibilidad de cancelarlos llevaron a decretar la bancarrota, reconvirtiendo la deuda flotante en deuda consolidada o juros.
Hay documentación de otras quiebras, especialmente de instituciones financieras sevillanas, en 1600 y 1601.